# 読唇術
読唇術（どくしんじゅつ）とは、声が（十分に）聞こえなくても唇の動きから発話の内容を読み取る技術を指す。実際にこういった技術を持っている人々の多くは聴覚障害者であるが、「読唇術」という呼び方は実際にこうした技術を使用する人々の間では使われておらず、通常は「読話」あるいは「口話」（ただし「口話」という概念はいわゆる「読唇術」よりも広い意味内容を含む）と呼ばれる。

## 概要
ルーツは18世紀、アレクサンダー・グラハム・ベルの父で聾唖教育家のアレクサンダー・メルヴィル・ベルが発明したとされる。日本国内に紹介されたのは昭和初期と言われている。
しばしば「遠く離れた人の会話をすべて読み取るスパイ技術」として描写されるが、多くのフィクション作品で描かれるものとは異なり、「読話」によって読み取れる発話内容は極めて限定されており、極めて熟練した読み取り手（毎日のように読話を行っている難聴者のような）が、補聴器などから得られる情報を参考にしつつ、「読話」されていることを充分に理解してゆっくりと明瞭に話している発話者の正面で、しかも至近距離から読み取ったとしても、100%の内容を読み取れるものではない。実際に子音（あかさたな）を言い鏡で見ても、区別などつけることはできない。聴覚障害者のコミュニティにおける手話の発達はその傍証である。
特に問題となるのは濁音の判断（パとバ、カとガなど）で、純粋に視覚的な情報から発話の内容を同定できる確率は、30%から40%前後とされている。

## ろう教育における読話
20世紀は世界的にみても読話の有効性が過大評価された時代であり、重度の聴覚障害児であっても、適切な訓練を施せば読話によって音声言語の利用が可能になると考えられていた。しかし、前述のように読話という技術には様々な制約や限界があり、1970年代以降には、アメリカを中心としたろう者コミュニティの大きな反発を招く結果となった。

## 聴覚障害者と読話
以上で述べたように、読話は「音が聞こえなくても会話が読み取れる魔法の技術」にはほど遠いものであるが、大切なコミュニケーションの手段の一つとしてこれを用いている人々（一部の難聴者・ろう者）が存在していることも事実である。

## ジダンの「頭突き」と「読唇術」
2006年7月9日にベルリンで行われた2006 FIFAワールドカップ決勝における、ジネディーヌ・ジダンのマルコ・マテラッツィに対する頭突き事件後には、「読唇術の専門家」と称するイングランド人、ジェシカ・リースが「タイムズ」紙の依頼によって問題のシーンのビデオを検証し、マテラッツィがジダンに対してイタリア語で「テロリストの息子」「ファック・オフ」という内容の侮辱を行っていることを突き止めたという内容の報道がなされた。ただ、ジェシカ・リースはイタリア語話者ではなく、「タイムズ」紙によれば、彼女は「イタリア語翻訳者」の協力を得てこの分析を行ったという。ちなみにBBCが依頼した読話者は、「お前とお前の家族は無様に死ねば良いのさ」という内容をマテラッツィが発話したと結論した。
これらの報道の内容の信憑性についてであるが、既述のように、読話によって得られる発話内容の情報は、最善の条件下においても（真正面・至近距離・ゆっくりと明瞭な発話・読み取り手が母語とする言語）30％から40％であり、発話文脈の考慮による発話内容の推測も難しいことを考えると、たとえビデオ映像を何度も繰り返し再生して読み取りを試みたとしても、さほど信頼が置けるものとは言い難い。BBCと「タイムズ」の報道内容の著しい違いからも、読話の難しさが窺えるだろう。
最終的にはジダンもマテラッツィもFIFAも人種差別的な発言の存在は否定した。後にマテラッツィが語ったところによれば、ジダンが「そんなにユニフォームが欲しいなら、後でくれてやる」と言い、マテラッツィは「それならお前の姉妹の方がいい」と答えたのだという。